# Scipopus belzebul
Scipopus belzebul (лат.) — вид двукрылых насекомых рода Scipopus из семейства ходуленожек (Micropezidae). Южная Америка. Мухи длиной 12—14 мм. Щупики тёмно-коричневые, апикально светлее, по всей поверхности покрыты бледно-коричневыми микротрихиями. Клипеус тёмно-коричневый или чёрный. Скутум чёрно-коричневый, микротрихозный, с равномерным синим блеском. Нотоплеврон чёрно-коричневый, с передним, средним и задним белыми микротрихозными пятнами. Плеврон чёрно-коричневый. Ноги чёрно-коричневые; первый и второй передние тарзомеры белые дорсально, задний тарзомер 1 почти полностью белый дорсально. Тергиты чёрно-коричневые. S. belzebul похож на другие виды Scipopus s. str. с белым первым тарсомером передних ног и блестящим эпицефалоном, чётко отграниченным от верхней лобной витты (S. brikelos, S. chalybeus, S. nigripennis, S. furcifer, S. lateralis). Отличается широким тёмно-коричневым или чёрным эпицефалоном, синим блеском на скутуме и тёмно-коричневым или чёрным наличником.  Вид был впервые описан в 1868 году, а его валидный статус был подтверждён в 2023 году канадскими энтомологами Kate G. Lindsay и Stephen A. Marshall (School of Environmental Sciences, Гуэлфский университет, Гуэлф, Канада); включён в номинативный подрод Scipopus s. str..